# Rhopalophion divergens
Rhopalophion divergens là một loài tò vò trong họ Ichneumonidae.